# Złoto (polski film 1974)
Złoto – polski krótkometrażowy film psychologiczny z 1974 roku, w reżyserii Sylwestra Szyszki. Film jest ósmym obrazem cyklu pt. Najważniejszy dzień życia.
Plenery: Giżycko, Ryn.

## Fabuła
Akcja filmu toczy się w 1945 roku. Włodzimierz Kalita zostaje burmistrzem miasteczka zrujnowanego przez Niemców. Najważniejsze budynki są zrównane z ziemią. Tymczasem mieszkańcy potrzebują wody, jedzenia i mieszkania. Kalita zdaje sobie sprawę, że wkrótce mieszkańcy zamienią się w szabrowników, jeśli nie dostaną tego, czego oczekują. Nagle burmistrz wpada na świetny pomysł. Rozpuszcza plotkę, że Niemcy ukryli w mieście złoto, które znajduje się pod gruzami. Ludzie masowo rzucają się do kopania, odsłaniając także budynki potrzebne miastu.

## Obsada
- Janusz Kłosiński (Włodzimierz Kalita)
- Halina Kowalska (Marysia Trześniakowa)
- Wacław Kowalski (restaurator Stanisław Włodarek)
- Franciszek Trzeciak (milicjant Zdzisiek Balon)
- Witold Pyrkosz (milicjant Antek Krzemek)
- Janusz Bukowski (dziennikarz; w części „Karuzela” nie występuje w czołówce)
- Zygmunt Zintel (Aleksander Bocianowski, sekretarz magistratu)
- Marian Glinka (mieszkaniec miasteczka)
- Andrzej Grąziewicz (Tadek Trześniak, brat Marysi)
- Zbigniew Lesień (Antoni Grzebiak)
- Henryk Hunko (szabrownik)
- Bohdan Ejmont (major pełnomocnik)
- Zygmunt Maciejewski (Niemiec, były wiceburmistrz)

## Nagrody
- 1975 - Sylwester Szyszko - Nagroda Ministra Obrony Narodowej III stopnia.
- 1975 - Zbigniew Safjan - Nagroda Ministra Obrony Narodowej III stopnia.
- 1975 - Andrzej Szypulski - Nagroda Ministra Obrony Narodowej III stopnia.